# エラルド・デ・アラゴン
『エラルド・デ・アラゴン』(スペイン語: Heraldo de Aragón)は、スペイン語による日刊紙（地方紙）。スペインのアラゴン州サラゴサ県サラゴサで発行されている。2011年の発行部数は44,000部/日。

## 歴史

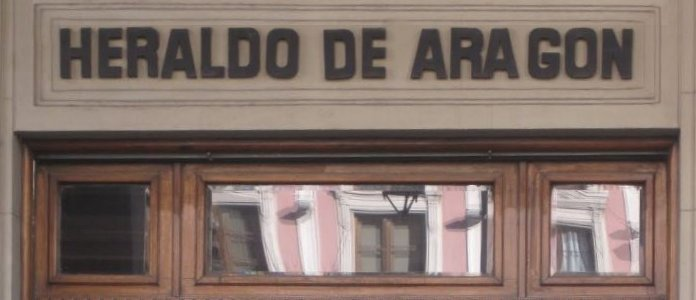
サラゴサの本社

『エラルド・デ・アラゴン』紙は1895年9月20日に創刊された。1936年から1939年のスペイン内戦中も発行を維持し続けている。1984年から1987年には月曜日に発行していた『オハ・デル・ルネス』の代わりに『エラルド・デル・ルネス』を発行した。1988年には新フォーマットに切り替えた。1992年には姉妹紙として『エラルド・デ・ウエスカ』の発行を開始。1995年には創刊100周年を迎え、デジタル版を開始した。
2003年にはヨーロッパ新聞賞の地方紙部門を受賞した。2005年には隔月誌『La magia de viajar por Aragón』の発行を開始。2015年には創刊120周年を迎えた。同年にはエラルドグループが無料紙の『20ミヌートス』を傘下に収めた。

## 特徴
所有者はエラルド・デ・アラゴン株式会社であり、この企業は『エラルド・デ・ソリア』紙（カスティーリャ・イ・レオン州ソリア県の地方紙）や『ケ! アラゴン紙』も所有している。発行者はKBAコメット出版である。ブランケット判で発行される。
アラゴン州の州都であるサラゴサに拠点を置いており、アラゴン州を構成するウエスカ県、サラゴサ県、テルエル県の3県に対して発行している。

## 販売部数
アラゴン州ではもっとも販売部数の多く、もとも重要な新聞である。1993年の販売部数は58,401部/日だった。2008年の販売部数は53,087部/日だった。2009-10年度の販売部数は48,615部/日だった。2011年の販売部数は44,000部/日だった。